# ماریا پالایولوژینا
ماریا پالایولوژینا (یونانی: Μαρία Παλαιολογίνα؛ ۱ ژانویهٔ ۱۳۰۰ – ۱ ژانویهٔ ۱۳۰۰) اهل امپراتوری بیزانس دختر میخائیل هشتم بود که همسر فرمانروای مغول اباقا خان شد.

## ازدواج توافقی
میکائیل هشتم، امپراتور بیزانس مستقر در قسطنطنیه، سعی کرد روابط دوستانه خود را با هر دو خانات حفظ کند. هولاکو در حال مذاکره بود تا بانویی از خانواده امپراتوری قسطنطنیه به تعداد همسرانش اضافه شود و میکائیل دختر نامشروع خود ماریا را انتخاب کرد. او همچنین یکی دیگر از دخترانش، خواهر ماریا افروسین پالئولوژینا را با نوگای خان، خان اردوی زرین نامزد کرد. هر دو خانات نسبت به مسیحیان نگرش مدارا داشتند.
در سفر خود برای ازدواج با هولاکو، ماریا در سال ۱۲۶۵ قسطنطنیه را با اسکورت راهب صومعه پانتوکراتور، تئودوسیوس دو ویلهاردوین، ترک کرد. مورخ استیون رانسیمان نحوه همراهی او توسط پتریارک اوتیمیوس انطاکیه را نقل می‌کند. با این حال، در قیصریه (ترکیه) دانستند که هولاکو مرده‌است، بنابراین ماریا در عوض با پسرش اباقا خان ازدواج کرد. او زندگی پرهیزگاری داشت و بر سیاست و دیدگاه مذهبی مغولان که بسیاری از آنها قبلاً نسطوری بودند، کاملاً اثرگذار بود. آنها قبلاً به دوقوز خاتون، همسر هولاکو، به عنوان یک رهبر مذهبی نگاه می‌کردند. هنگامی که دوقوز نیز در سال ۱۲۶۵ درگذشت، این احساس به ماریا متمایل شد که مغول‌ها او را «دسپینا خاتون» می‌نامیدند (Δέσποινα به معنای «بانو» یونانی است).